# Ciclismo BMX en los Juegos Olímpicos de Río de Janeiro 2016
La competición de ciclismo bmx en los Juegos Olímpicos de Río de Janeiro se lleva a cabo en Río de Janeiro, Brasil el 17 de agosto de 2016.
- Datos: Q28493361